# Ella Cara Deloria
Ella Cara Deloria (31 janvier 1889 – 12 février 1971) (Aŋpétu Wašté Wiŋ, « Dame belle journée » en lakhota) est une anthropologue, linguiste, ethnographe, enseignante, et écrivaine yankton sioux. Elle a été notamment une indispensable traductrice de la langue et des traditions sioux pour le fondateur de l’anthropologie moderne américaine Franz Boas. Son travail et ses connaissances ont été précieuses; pourtant, elle est longtemps restée relativement ignorée, dans l'ombre de Boas.

## Biographie
Ella Deloria est née en 1889 dans le district de White Swan de la réserve indienne de Yankton, dans le Dakota du Sud,. Ses parents étaient Mary (ou Miriam) (Sully) Bordeaux Deloria et Philip Joseph Deloria, et sa famille avait des origines sioux, anglaises, françaises et allemandes. Son nom de famille remonte à François-Xavier Delauriers, un ancêtre trappeur français. Son père, Philip Joseph, fut un des premiers Sioux à être ordonné prêtre épiscopal; il fut également chef des Sioux Yankton. Sa mère était la fille d'Alfred Sully, officier de l'armée américaine, et d'une Sioux métisse. Ella fut leur premier enfant, chacun ayant déjà plusieurs filles issues de mariages antérieurs. Ses frères et sœurs étaient sœur Mary Sully (née Susan Mabel Deloria) et son frère Vine Deloria Sr., devenu prêtre épiscopal comme leur père mais qui fut déçu par le racisme au sein de cette Église. Son neveu, Vine Deloria, Jr., devint anthropologue, écrivain, militant et intellectuel,, célèbre pour avoir écrit Custer est mort pour vos péchés : Un manifeste indien.
Ella Deloria a été élevée dans la réserve indienne de Standing Rock parmi les Lakotas, et a d'abord été scolarisée à l'école missionnaire de son père, St. Elizabeth’s. Elle a ensuite fréquenté un pensionnat de Sioux Falls,. Après avoir obtenu son diplôme, elle étudie à Oberlin College, Ohio, où elle avait obtenu une bourse. Au bout de deux ans elle est mutée au Teachers College de l'université Columbia à New York où elle obtient une licence en Sciences en 1915.
En 1915, elle entreprend des recherches à l'université Columbia, notamment avec Franz Boas sur la culture des peuples premiers d'Amérique du Nord,.
Elle devient « une des premières figures biculturelles vraiment bilingues de l’anthropologie américaine et une érudite, enseignante et esprit extraordinaire qui a poursuivi ses travaux et ses engagements dans des conditions notoirement adverses. À un moment de sa vie, elle vivait dans une voiture tout en collectant des matériaux pour Franz Boas. ».
Tout au long de sa vie professionnelle, elle a souffert du manque d’argent et de temps pour ses études car elle s'était engagée à soutenir sa famille : son père et sa belle-mère étaient âgés, et sa sœur Susan dépendait financièrement d'elle .
À côté de ses travaux en anthropologie et en linguistique (voir ci-dessous), Deloria a occupé plusieurs emplois dans l'enseignement (y compris en danse et éducation physique). Elle a donné des conférences sur la culture sioux, et a travaillé pour les Camp Fire Girls et la YWCA. Elle a également occupé des postes au Sioux Indian Museum de Rapid City, dans le Dakota du Sud, et été directrice adjointe au W.H. Over Museum (en) à Vermillion. Parallèlement elle écrit, une de ses oeuvers majeures étant Waterlily (en), roman publié en 1988, soit après sa mort, et qui reprend l'histoire du XIXe siècle vue par les Sioux.
Elle meurt en 1971 à Vermillion.

## Travaux académiques
Ella Deloria rencontre Franz Boas au Teachers College et noue avec lui des liens professionnels qui durent jusqu'à la mort de celui-ci en 1942. Boas la recrute alors qu'elle est encore étudiante. Elle travaille également avec Margaret Mead et Ruth Benedict, anthropologues renommées, ex doctorantes de Franz Boas. Pour son travail sur les cultures amérindiennes, elle avait l'avantage de parler couramment le dakhota et le lakhota, en plus de l'anglais et du latin,. Ces compétences linguistiques, ainsi que sa connaissance intime de la culture sioux (aussi bien traditionnelle que christianisée), lui ont permis de mener à bien un travail important, souvent novateur, en anthropologie et en linguistique. Elle traduit en anglais plusieurs textes historiques sioux, tels que les textes lakota de George Bushotter (1864-1892), premier ethnographe sioux, ainsi que les textes de Santee enregistrés par les missionnaires presbytériens Gideon et Samuel Pond,,.
En 1938-1939, Deloria fait partie d'un petit groupe de chercheurs chargés de réaliser sur la réserve de Navajo une étude socio-économique pour le Bureau des affaires indiennes financée par le fonds Phelps-Stokes qui lui permet par la suite de donner des conférences et de trouver des fonds pour ses recherches sur les langues autochtones. En 1940, elle et sa sœur Susan se rendent à Pembroke, en Caroline du Nord, pour étudier le peuple Lumbee du comté de Robeson. Ce projet bénéficie de l'appui du Bureau des affaires indiennes et de l'Administration fédérale de la Sécurité agricole. Deloria reçoit également des financements de l'université Columbia, de la Société américaine de philosophie, de la Bollingen Foundation, de la Fondation nationale pour la science et de la Doris Duke Foundation durant les années 1929-1960. Au moment de sa mort elle compilait un dictionnaire lakota . Les archives qu'elle a laissées se sont révélées précieuses pour les chercheurs qui ont poursuivi son travail.
Le cratère vénusien Deloria a été nommé en son honneur.

## Liste partielle de publications

### Fiction
- 1988: Waterlily (reprinted 1990, University of Nebraska Press; (ISBN 0-8032-6579-4)). Traduction française : Nénuphar, éditions de l’Étincelle, 1989, (ISBN 978-2890191921).
- 1993 : Ella Deloria's Iron Hawk (single narrative, éd. Julian Rice. University of New Mexico Press;  (ISBN 0-8263-1447-3))
- 1994 : Ella Deloria's The Buffalo People (collection of stories, éd. Julian Rice. University of New Mexico Press;  (ISBN 0-8263-1507-0))

### Essais
- 1928 : The Wohpe Festival: Being an All-Day Celebration, Consisting of Ceremonials, Games, Dances and Songs, in Honor of Wohpe, One of the Four Superior Gods... Games, of Adornment and of Little Children
- 1929 : The Sun Dance of the Oglala Sioux (American Folklore Society (en))
- 1932 : Dakota Texts (reprinted 2006, Bison Books;  (ISBN 0-8032-6660-X))
- 1941 : Dakota Grammar (avec Franz Boas) (Académie nationale des sciences; reprinted 1976, AMS Press, (ISBN 0-404-11829-1))
- 1944 : Speaking of Indians (reprinted 1998, University of Nebraska Press; (ISBN 0-8032-6614-6))

### Autres références citées
- Jan Ullrich, New Lakota Dictionary. (2008, Lakota Language Consortium). (ISBN 0-9761082-9-1) (comprend un chapitre détaillé sur la contribution d'Ella Deloria à l'étude de la langue lakota).